# مزرعه عیون‌آباد
مزرعه عیون آباد یک روستا در ایران است که در بخش مرکزی شهرستان آباده واقع شده‌است.